# Acropora valenciennesi
Acropora valenciennesi е вид корал от семейство Acroporidae. Възникнал е преди около 0,13 млн. години по времето на периода кватернер. Видът е незастрашен от изчезване.

## Разпространение
Разпространен е в Австралия, Американска Самоа, Бахрейн, Британска индоокеанска територия, Вануату, Виетнам, Джибути, Египет, Еритрея, Йемен, Израел, Индия, Индонезия, Йордания, Ирак, Иран, Камбоджа, Катар, Кения, Кирибати, Коморски острови, Кувейт, Мавриций, Мадагаскар, Майот, Малайзия, Малдиви, Малки далечни острови на САЩ, Маршалови острови, Мианмар, Микронезия, Мозамбик, Науру, Ниуе, Нова Каледония, Обединени арабски емирства, Оман, Палау, Папуа Нова Гвинея, Провинции в КНР, Реюнион, Самоа, Саудитска Арабия, Сейшели, Сингапур, Соломонови острови, Сомалия, Судан, Тайван, Тайланд, Танзания, Токелау, Тонга, Тувалу, Уолис и Футуна, Фиджи, Филипини, Шри Ланка и Япония.

## Описание
Популацията на вида е намаляваща.